# Concheros de Muge
Los concheros de Muge son un conjunto de concheros situados en las orillas del río Muge, afluente del Tajo y cerca de la población portuguesa de Muge, y uno de los yacimientos arqueológicos mesolíticos mayores de Europa. Fueron descubiertos por Carlos Ribeiro en 1863, con los yacimientos de Cabeço da Arruda y Moita do Sebastiao, y que fueron excavados a finales del siglo XIX.
En las cercanías, se distribuyen, de norte a sur, a lo largo de 30 km en el valle interior del Tajo y en los márgenes de pequeños afluentes otros concheros. Su mayor concentración se da en las cuencas del Tajo y del Sado.

## Descripción
No son concheros de costa al uso, sino de orilla de río, un poco al interior, a donde llegan con la marea las aguas salobres y en las que viven una variada población de moluscos, crustáceos y peces. Allí, en parajes planos y arenosos, se establecieron de forma seminómada, en chozas, pueblos que se dedicaron al aprovechamiento de estas especies acuáticas además de a caracoles terrestres, a la caza de ungulados y de aves.
En Moita do Sebastiao, las cabañas se alzaban en el suelo natural de las terrazas (creadas por la recesión de las costas), encima de un basamento de cantos rodados, conchas y tierra batida. Postes clavados alrededor de la cabaña y en algunos puntos del recinto sostenían una cubierta de ramaje trabada y consolidada con plastones de arcilla. Cerca del poblado está la zona que acogió diversas inhumaciones.

## Datación
Estos campamentos se empezaron a poblar desde mediados del VIII milenio a. C. en el Mesolítico tardío portugués (7350-5150 AP), según dataciones por radiocarbono.

## Restos
Además de las conchas que le dan nombre se ha encontrado manufacturas en varios materias:
- La industria lítica muestra la influencia del complejo geométrico mediterráneo llegado a través del Tajo. El utillaje de piedra se integra en las facies geométricas del Mesolítico del Levante español.

- En industria ósea se elaboraron piezas aguzadas sobre asta de ciervo y espátulas o alisadores a partir de costillas.

Los restos humanos son inhumaciones realizadas en la cercanía, como por ejemplo la del conchero de Moita do Sebastiao.